# Junonia coenia
Junonia coenia (лат.) — вид дневных бабочек из семейства Нимфалиды. Распространена в США к востоку от Скалистых гор и в Мексике.

## Описание

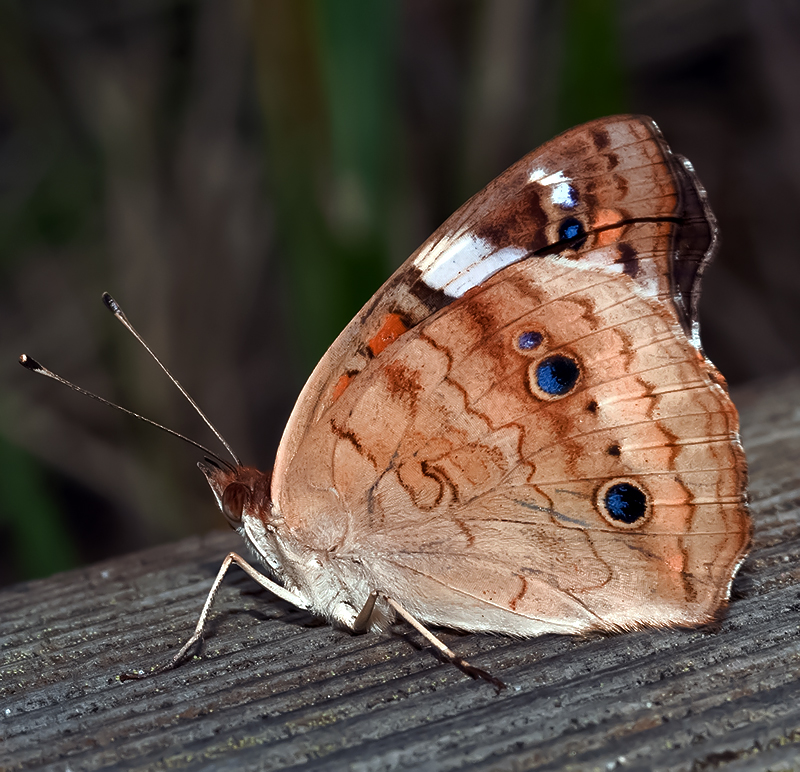
Со сложенными крыльями

Размах крыльев составляет от 45 до 70 миллиметров, причем самки вырастают крупнее самцов. Окраска поверхности охристая или светло-коричневая. На передних крыльях есть очень маленькие, голубоватые «глазки» около вершины и большой, темный «глазок» около торнуса. Окаймлена светло-коричневым кольцом, а в центре находится небольшое светло-голубое пятно. Область вокруг этого глазка беловатая или светло-желто-коричневая и простирается до переднего края. В средней клетке (дисковидная клетка) выделяются два удлиненных, красноватых, окаймленных чёрной каймой пятна. На задних крыльях видны ещё два «глазка» вблизи внешнего края, задний немного меньше. Снаружи они окаймлены оранжевой полосой. По краю имеются коричневые, слегка волнистые линии. На бурой нижней стороне крыльев, которая слабо обозначена, четко просвечивает темным цветом большое глазчатое пятно передних крыльев.
Тёмно-зелёное яйцо со светлыми полосками откладывается поодиночке или небольшими группами на кормовое растение. Гусеницы черноватые с беловатыми и оранжевыми полосами на каждом сегменте. Имеют многочисленные мелкие беловатые пятна и чёрные шипы по всему телу. Осенняя куколка бледно-кремового цвета имеет красновато-коричневые отметины.

## Распространение и среда обитания
Ареал вида включает южные штаты США, с единичными случаями наблюдения в Калифорнии, а также Мексику, Кубу, Багамы и Бермудские острова. Известно несколько массовых миграций вида. Эндемичный подвид Junonia coenia bergi на Бермудах произошел от мигрировавших мотыльков. С июня по октябрь мотыльки также мигрируют в центральные и северные штаты США и вплоть до юга Канады. Предпочитают колонизировать открытые участки.
Мотыльки летают во Флориде, Техасе и Калифорнии в нескольких поколениях в течение года. В полёте они часто парят между взмахами крыльев. Питаются нектаром цветов, используют влажные участки почвы для поглощения минералов. Сидя на земле, греются с раскрытыми крыльями. Только в жаркую погоду закрывают крылья. В дикой природе мотыльки живут около 10 дней, в лабораторных условиях — до месяца. Гусеницы живут на различных растениях, включая семейство подорожниковых (Plantaginaceae), бурачниковых (Scrophulariaceae), вербеновых (Verbenaceae) и акантовых (Acanthaceae). Эти растения часто содержат ядовитые иридоиды, которые можно обнаружить как в гусенице, так и в куколке, но не в бабочке. Иридоидные гликозиды, выделяющие гормон гастрин, активизирует пищеварительную систему; поэтому растения, вырабатывающие иридоидные гликозиды, стимулируют аппетит. Фактически, присутствие этих метаболитов может вызвать яйцекладку у самок бабочек, чтобы личиночные тела потомков могли лучше усваивать иридоидные гликозиды. Иридоидные гликозидные метаболиты оказывают стимулирующее рост действие на гусениц, но не на хищников. Такие хищники, как муравьи, осы, птицы и мелкие животные предпочитают питаться гусеницами, бедными иридоидными гликозидами, а не личинками, богатыми иридоидными гликозидами, возможно, из-за этих эффектов. Поэтому иммунитет личинок J. coenia к хищникам, таким как муравьи, по-видимому, сильно связан с концентрацией иридоидных гликозидов в их теле. Однако слишком большое количество иридоидных гликозидов в рационе может негативно повлиять на иммунный ответ этих личинок и привести к повышенной восприимчивости к паразитизму.

## Денсовирус
Junonia coenia дала название вирусу Junonia coenia densovirus JcDNV из рода Densovirus. Помимо Junonia coenia, он также заражает многих других насекомых и, таким образом, отвечает за обмен генами через границы видов.